# پیچ انتقال قدرت

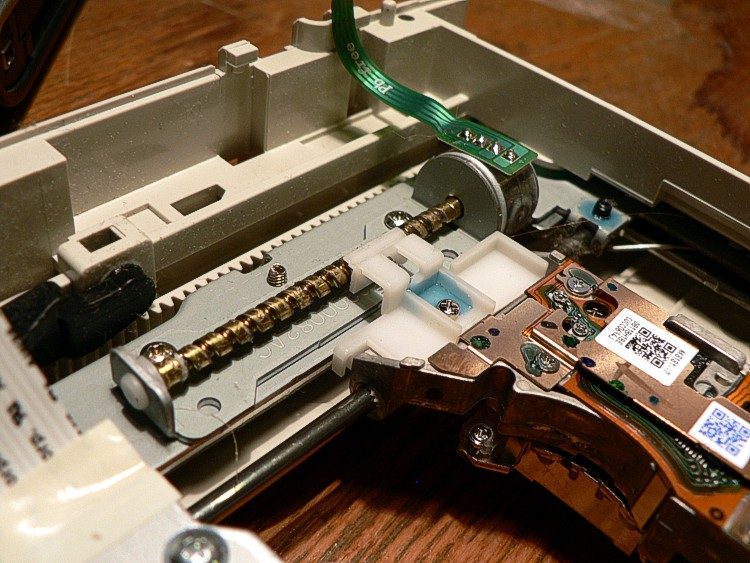
یک دی وی دی درایو به همراه پیچ انتقال و استپرموتور

پیچ راننده (انگلیسی: Leadscrew) یا پیچ انتقال قدرت یا پیچ انتقال، نوعی پیچ است که برای تبدیل حرکت دایره‌ای به حرکت خطی مورد استفاده قرار می‌گیرد.

## انواع

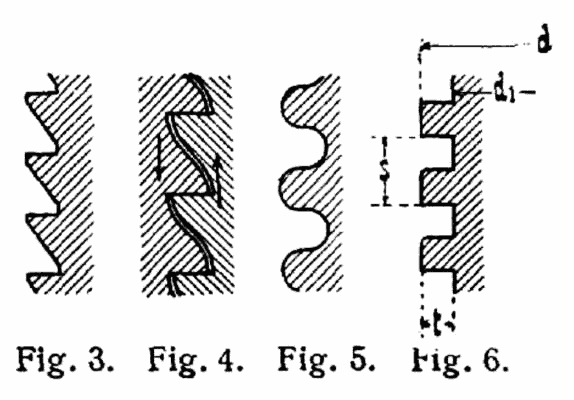
3 نوع رزوه برای پیچ انتقال قدرت:3 و 4 دندانه پایه‌ای 5: رزوه گرد 6: رزوه مربعی

پیچ‌های انتقال قدرت با توجه به هندسه‌ی رزوه دسته‌بندی می‌شوند.

### رزوه مربعی (Square thread)
شکل رزوه این نوع از پیچ به شکل مربع است و برای انتقال توان بالا استفاده می‌شود. این نوع پیچ بالاترین بازده و کمترین اصطکاک را دارد اما ماشینکاری آن سخت است و قیمت بالایی دارد.

### رزوه قله‌ای (Acme thread)

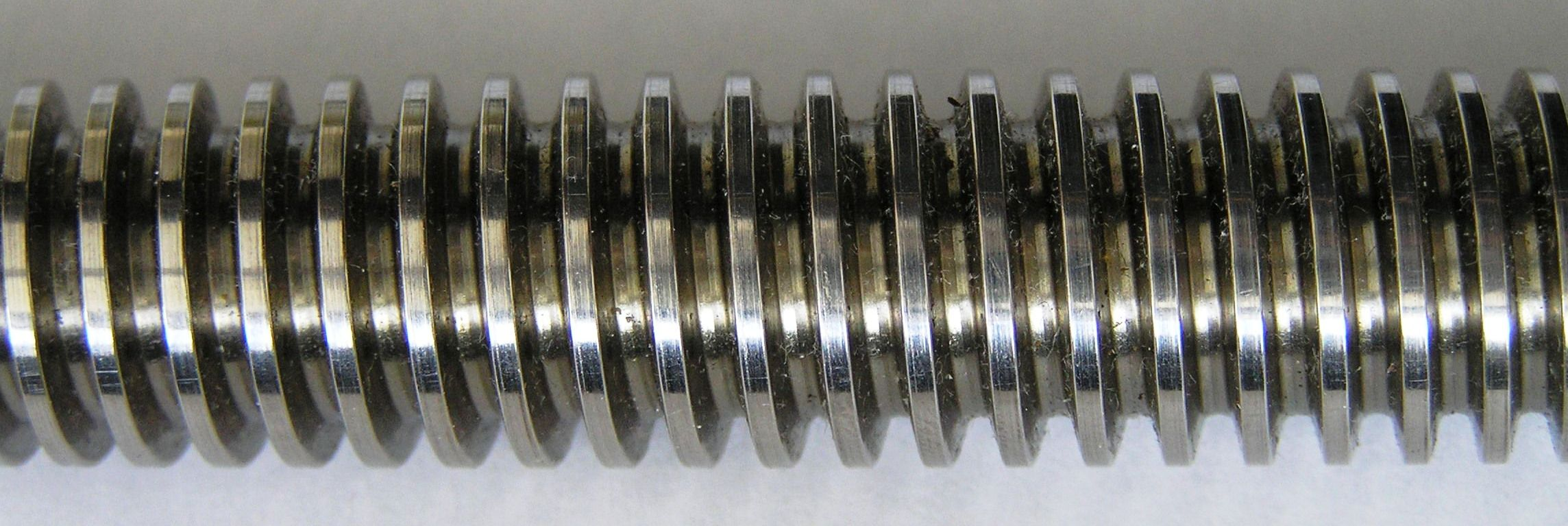
پیج رزوه قله ای

در این نوع پیچ رزوه دارای زاویه ۲۹ درجه است. ماشینکاری این نوع پیچ از نوع مربعی آسان‌تر است.

### رزوه پایه‌ای ( (Buttress thread)

رزوه پایه ای

مقطع رزوه این نوع پیچ به صورت مثلثی است. ماشینکاری آسان دارد و از نظر تحمل توان شبیه نوع مربعی است.

## گشتاور و نیرو در لیداسکرو
در لیداسکرو، گشتاور بالابرنده و پایین برنده پیچ با نیروی ایجادشده بر روی آن رابطه دارد. 
نیروی شکل گرفته بر روی لیداسکرو میتواند به صورت کششی یا فشاری باشد.
رابطه گشتاورهای بالابر و پایین بر با نیرو در لیداسکرو به صورت زیر است :

{\displaystyle T_{raise}={\frac {Fd_{m}}{2}}\left({\frac {l+\pi \mu d_{m}}{\pi d_{m}-\mu l}}\right)}
{\displaystyle T_{lower}={\frac {Fd_{m}}{2}}\left({\frac {\pi \mu d_{m}-l}{\pi d_{m}+\mu l}}\right)}
در این روابط، T گشتاور، F نیرو، dm قطر متوسط پیچ لیداسکرو، μ ضریب اصطکاک بین پیچ و مهره در لیداسکرو و l پیشروی پیچ هستند.

## مزایا
- ظرفیت حمل بار زیاد
- طراحی آسان
- حرکت خطی دقیق
- قطعات کم
- قابلیت قفل خودبخودی

## معایب
عیب اصلی پیج‌های قدرت اصطکاک زیاد آنها است که موجب اتلاف انرژی زیاد می‌شود.